# Judith Merkies
Judith Merkies (ur. 28 września 1966 w Londonie w Kanadzie) – holenderska prawniczka i polityk, deputowana do Parlamentu Europejskiego VII kadencji.

## Życiorys
Ukończyła studia prawnicze na Uniwersytecie Amsterdamskim. Kształciła się później w zakresie prawa międzynarodowego i europejskiego. Praktykowała jako adwokat w kancelarii prawniczej, później była konsultantką, a następnie urzędnikiem w jednym z programów medialnych Komisji Europejskiej.
W wyborach w 2009 z listy Partii Pracy uzyskała mandat posłanki do Parlamentu Europejskiego. Przystąpiła do frakcji Postępowego Sojuszu Socjalistów i Demokratów, a także do Komisji Przemysłu, Badań Naukowych i Energii oraz Komisji Petycji.